# Black Hawk Down (phim 2001)
Black Hawk Down (tiếng Việt: Diều Hâu Gãy Cánh) là một bộ phim chiến tranh của Hoa Kỳ được sản xuất và phát hành vào năm 2001, do Ridley Scott đạo diễn và sản xuất, Jerry Bruckheimer làm nhà đồng sản xuất và Ken Nolan viết kịch bản. Bộ phim dựa trên cuốn sách cùng tên của nhà báo Mark Bowden về một cuộc đột kích quân sự năm 1993 của quân đội Hoa Kỳ tại Mogadishu, thủ đô của Somalia. Phim có sự tham gia của một số lượng lớn diễn viên, trong đó có Josh Hartnett, Ewan McGregor, Eric Bana, Tom Sizemore, William Fichtner, Sam Shepard, Jeremy Piven, Tom Hardy, Orlando Bloom, Ty Burrell, và Nikolaj Coster-Waldau.
Black Hawk Down được phát hành giới hạn vào ngày 28 tháng 12 năm 2001 và công chiếu rộng rãi vào ngày 18 tháng 1 năm 2002. Bộ phim đã nhận được những đánh giá tích cực từ các nhà phê bình điện ảnh, mặc dù bị chỉ trích là không chính xác và gây ra tranh cãi vì sự khắc họa thiếu chính xác về người Somalia. Bộ phim đạt doanh thu khiêm tốn tại các phòng vé, thu về 172 triệu USD trên toàn thế giới, so với kinh phí sản xuất từ 92 đến 110 triệu USD. Black Hawk Down đã giành được hai Giải Oscar cho các hạng mục Dựng phim xuất sắc nhất và Hòa âm xuất sắc nhất tại Lễ trao giải Oscar lần thứ 74. Năm 2006, bản mở rộng của bộ phim được phát hành trên đĩa DVD. Bản mở rộng này bao gồm các phân cảnh chưa bị cắt đi so với bản chiếu rạp, có thời lượng là tám phút, và tăng tổng thời lượng của bộ phim lên 152 phút. Bản cắt mở rộng này đã được phát hành trên Blu-ray và 4K vào ngày 7 tháng 5 năm 2019. 

## Nội dung
Sau khi chính quyền trung ương Somalia bị lật đổ vào năm 1992 và diễn biến phức tạp của cuộc nội chiến tại Somalia, Hội đồng Bảo an Liên Hợp Quốc đã cho phép triển khai một hoạt động quân sự với nhiệm vụ gìn giữ hòa bình. Sau khi phần lớn lực lượng gìn giữ hòa bình rút đi, lực lượng phiến quân trung thành với Mohamed Farrah Aidid tại Mogadishu đã tuyên chiến với các đơn vị còn lại của Liên Hợp Quốc. Tổng thống Hoa Kỳ Bill Clinton đã triển khai Lực lượng Đặc nhiệm Ranger (Task Force Ranger - TFR) - bao gồm Tiểu đoàn 3, Trung đoàn Biệt Kích 75, đặc nhiệm Delta và các đơn vị bay của Trung đoàn Không vận Đặc nhiệm 160 (160th SOAR) - đến Mogadishu để truy bắt Aidid.
Để củng cố quyền lực và khuất phục người dân ở phía Nam, Aidid và lực lượng dân quân của ông đã tổ chức chiếm đoạt các lô hàng thực phẩm của Hội Chữ thập Đỏ Quốc tế trong sự bất lực của các đơn vị Liên Hợp Quốc. Ở ngoại ô Mogadishu, lính đặc nhiệm Delta đã bắt giữ thành công Osman Ali Atto, một nhà cung cấp vũ khí cho lực lượng dân quân của Aidid. Sau đó, người Mỹ lên kế hoạch bắt giữ Bộ trưởng Bộ Ngoại giao Omar Salad Elmi và cố vấn cấp cao Abdi Hassan Awale Qeybdiid, hai phụ tá hàng đầu của Aidid, những người sẽ tham gia một cuộc họp ở Khách sạn Olympic tại Mogadishu.
Lực lượng của Hoa Kỳ bao gồm những quân nhân dày dặn kinh nghiệm và cả những người ít kinh nghiệm chiến trường hơn, trong đó có Binh nhất Todd Blackburn 18 tuổi và Hạ sĩ John Grimes - một thư ký văn phòng. Thượng sĩ Matthew Eversmann được giao quyền chỉ huy tiểu đội Chalk 4 sau khi người chỉ huy đơn vị này, Trung úy John Beales, lên cơn động kinh. Không giống những người đồng đội khác, Eversmann tôn trọng người Somalia và bày tỏ sự cảm thông đối với người dân Somalia chịu ảnh hưởng nặng nề bởi cuộc nội chiến, và nói rằng: "Chúng ta có thể giúp đỡ họ, hoặc chúng ta có thể ngồi trước tivi và xem một quốc gia tự hủy diệt chính mình trên CNN".
Chiến dịch bắt đầu vào ngày 3 tháng 10 năm 1993, các đơn vị Đặc nhiệm Delta, sau khi rời khỏi máy bay MH-6 Little Bird, đã xông vào Khách sạn Olympic và bắt giữ thành công hai cố vấn cấp cao của Aidid, trong khi các đơn vị Biệt Kích và đoàn xe của Trung tá Danny McKnight (làm nhiệm vụ đưa con tin và đơn vị xung kích ra khỏi thành phố) bị tấn công dữ dội bởi hỏa lực của phiến quân từ khắp các phía. Trong lúc thả quân từ trực thăng Black Hawk, Binh nhất Blackburn bị tuột tay khỏi sợi dây và bị thương nặng sau khi rơi xuống đất, vì vậy ba xe Humvee dưới sự chỉ huy của Thượng sĩ Jeff Strucker được lệnh tách ra khỏi đoàn và đưa Blackburn về căn cứ tại Sân bay Mogadishu. Trong trận đánh, Grimes bị lạc khỏi Chalk 4 sau khi một quả đạn RPG phát nổ gần anh.
Trên đường đưa Blackburn về căn cứ, Trung sĩ Dominick Pilla bị trúng đạn vào đầu và chết tại chỗ. Ngay sau đó, trực thăng Black Hawk mang phiên hiệu Super 6-1, điều khiển bởi Chuẩn úy Clifton "Elvis" Wolcott, trúng đạn RPG và rơi trong thành phố, khiến Wolcott và phi công phụ Donovan "Bull" Briley thiệt mạng và hai thành viên phi hành đoàn bị thương nặng. Trung sĩ Daniel Busch, một lính đặc nhiệm của Delta, sống sót sau cú rơi và trèo ra ngoài bảo vệ máy bay. Busch bị thương nặng và được di tản khỏi trận đánh trên một chiếc Little Bird có phiên hiệu Star 4-1, nhưng không qua khỏi vì vết thương quá nặng.
Lực lượng mặt đất, dưới sự chỉ huy của Đại úy Mike Steele, được lệnh tiến về vị trí rơi của Super 6-1 để thiết lập một phòng tuyến bảo vệ xung quanh đó, nhưng đà di chuyển của họ liên tục bị chặn lại bởi các nhóm phiến quân Somalia. Đoàn xe của Trung tá McKnight không thể tiếp cận khu vực rơi của Super 6-1 do nhiều đoạn đường đã bị chặn và chịu nhiều thương vong nặng nề. Trong khi đó,tiểu đội Chalk 4 của Eversmann và tiểu đội Chalk 1 đã đến được khu vực Super 6-1 rơi và thiết lập vùng bảo vệ quanh nó. Một chiếc Black Hawk khác (Super 6-8) tiến vào khu vực và thả đội y tế xuống để cứu chữa cho các thành viên phi hành đoàn Super 6-1.
Không lâu sau, chiếc Black Hawk thứ hai mang phiên hiệu Super 6-4, điều khiển bởi Chuẩn úy Michael Durant, bị bắn rơi bởi tên lửa RPG. Với việc đơn vị của Đại úy Mike Steele bị chững lại và chịu thương vong nặng, không còn một đơn vị mặt đất nào khác có thể tiến vào khu vực Super 6-4 bị rơi hay tăng cường binh lính cho khu vực Super 6-1. Hai xạ thủ bắn tỉa của đặc nhiệm Delta trên chiếc Black Hawk số hiệu Super 6-2, Trung sĩ Nhất Randy Shughart và Thượng sĩ Gary Gordon, được thả xuống khu vực Super 6-4. Họ phát hiện ra Durant còn sống và tiến hành bảo vệ chiếc máy bay khỏi các đợt tấn công của phiến quân. Super 6-4 nhanh chóng bị thất thủ, Gordon và Shughart đều bị giết hại và Durant bị dân quân của Aidid bắt sống.
Đoàn xe của Trung tá McKnight từ bỏ nỗ lực tiếp cận khu vực rơi của Super 6-1 và quay về căn cứ. Thiếu tướng William F. Garrison cử Trung tá Joe Cribbs đến xin viện binh từ Sư đoàn Sơn Cước số 10, bao gồm các đơn vị thiết giáp của Malaysia và Pakistan, để tổ chức chiến dịch giải cứu các đơn vị bị kẹt trong thành phố.
Khi màn đêm buông xuống, lực lượng dân quân của Aidid tiến hành một cuộc tấn công liên tục vào các đơn vị đặc nhiệm Mỹ bị mắc kẹt tại địa điểm rơi của Super 6-1, nhưng bị chặn lại bởi các đợt không kích giải vây của trực thăng AH-6J Little Bird. Đơn vị tiếp viện của Liên Hợp Quốc tiếp cận Super 6-1 thành công và tiến hành di tản các thương binh ra khỏi khu vực. Do không còn đủ chỗ trên xe, một số lính Biệt Kích và Delta đã phải chạy bộ từ trong thành phố về "Vùng An toàn" của Liên Hợp Quốc.
Bộ phim kết thúc bằng những diễn biến tiếp theo sau chiến dịch, dẫn đến sự kết thúc các hoạt động quân sự của Mỹ ở Somalia. Michael Durant được trả tự do sau 11 ngày bị giam giữ và Tổng thống Bill Clinton sau đó cho rút toàn bộ lực lượng Mỹ khỏi Somalia. Trong chiến dịch, hơn 1.000 người Somalia và 19 lính Mỹ thiệt mạng. Trung sĩ Nhất Randy Shughart và Thượng sĩ Gary Gordon là hai quân nhân đầu tiên được truy tặng Huân chương Danh Dự kể từ khi Chiến tranh Việt Nam kết thúc. Tướng Garrison xin nhận trách nhiệm cho toàn bộ kết quả của chiến dịch, ông tiếp tục phục vụ quân ngũ và nghỉ hưu một ngày sau khi Mohamed Farrah Aidid bị giết vào tháng 8 năm 1996. 

## Diễn viên

### Trung đoàn Biệt Kích 75
| Diễn viên            | Vai                                    | Chú thích |
| -------------------- | -------------------------------------- | --- |
| Josh Hartnett        | Thượng sĩ Matt Eversmann               | Chỉ huy Chalk 4 |
| Ewan McGregor        | Hạ sĩ Nghiệp vụ John "Grimesey" Grimes | Dựa trên hình tượng Hạ sĩ Nghiệp vụ John “Stebby” Stebbins                                                                |
| Tom Sizemore         | Trung tá Danny McKnight                | Chỉ huy đoàn xe làm nhiệm vụ đưa con tin và lính đặc nhiệm ra khỏi thành phố theo kế hoạch                                |
| Ewen Bremner         | Hạ sĩ Shawn Nelson                     | Lính trung liên M60 của Chalk 4 trong phim, Chalk 2 trong chiến dịch thực                                                 |
| Gabriel Casseus      | Hạ sĩ Mike Kurth                       | Thành viên của Chalk 4 trong phim, lính thông tin của Chalk 3 trong chiến dịch thực                                       |
| Hugh Dancy           | Trung sĩ Nhất Kurt "Doc" Schmid        | Lính quân y Biệt Kích của Chalk 4. Thực tế Schmid là một quân y thuộc Đặc nhiệm Delta                                     |
| Ioan Gruffudd        | Trung úy John Beales                   | Cựu Chỉ huy Chalk 4, được chuyển về nhà sau khi lên cơn động kinh trước chiến dịch                                        |
| Tom Guiry            | Trung sĩ Ed Yurek                      | Thành viên của Chalk 4 trong phim, Phó chỉ huy Chalk 2 trong chiến dịch thực                                              |
| Charlie Hofheimer    | Hạ sĩ Jamie Smith                      | Thành viên của Chalk 4 trong phim, của Chalk 1 trong chiến dịch thực. Một trong 18 binh sĩ tử trận trong cuộc đột kích    |
| Danny Hoch           | Trung sĩ Dominick Pilla                | Binh sĩ đầu tiên tử trận trong cuộc đột kích                                                                              |
| Brendan Sexton III   | Binh nhì Richard "Alphabet" Kowalewski | Một trong 18 binh sĩ tử trận trong cuộc đột kích                                                                          |
| Jason Isaacs         | Đại úy Mike Steele                     | Chỉ huy Đại đội B, Tiểu đoàn 3, Trung đoàn Biệt Kích 75                                                                   |
| Brian Van Holt       | Trung sĩ Jeff Struecker                | Chỉ huy đội Humvee đưa Binh nhất Blackburn về căn cứ                                                                      |
| Ian Virgo            | Binh nhất John Waddell                 | Lính trung liên SAW của Chalk 4 trong phim, Chalk 2 trong chiến dịch thực                                                 |
| Tom Hardy            | Hạ sĩ Lance Twombly                    | Lính trung liênSAW của Chalk 4 trong phim, Chalk 2 trong chiến dịch thực                                                  |
| Gregory Sporleder    | Trung sĩ Scott Galentine               | Lính thông tin của Chalk 4                                                                                                |
| Carmine Giovinazzo   | Trung sĩ Mike Goodale                  | Thành viên của Chalke 4 trong phim, thành viên của Chalk 1 trong chiến dịch thực                                          |
| Chris Beetem         | Trung sĩ Casey Joyce                   | Một trong 18 binh sĩ tử trận trong cuộc đột kích                                                                          |
| Tac Fitzgerald       | Hạ sĩ Brad Thomas                      | |
| Matthew Marsden      | Hạ sĩ Dale Sizemore                    | |
| Orlando Bloom        | Binh nhất Todd Blackburn               | Bị thương nặng sau khi rơi khỏi trực thăng Super 6-1                                                                      |
| Enrique Murciano     | Trung sĩ Lorenzo Ruiz                  | Một trong 18 binh sĩ tử trận trong cuộc đột kích. Bức thư của anh gửi cho vợ trước chiến dịch được đọc ở đoạn credit phim |
| Michael Roof         | Binh nhì John Maddox                   | Tài xế Humvee của Trung tá McKnight                                                                                       |
| Kent Linville        | Binh nhất Clay Othic                   | |
| Norman Campbell Rees | Trung úy Tom DiTomasso                 | Chỉ huy Chalk 1 |

### Đặc nhiệm Delta
| Diễn viên             | Vai                              | Chú thích |
| --------------------- | -------------------------------- | --- |
| Sam Shepard           | Thiếu tướng William F. Garrison  | Chỉ huy trưởng Lực lượng Hoạt động Đặc Biệt số 1-Delta (1st SFOD-D) và chỉ huy trưởng Lực lượng Đặc nhiệm Ranger (Task Force Ranger - TFR)                      |
| Eric Bana             | Trung sĩ Nhất Norm "Hoot" Gibson | Dựa trên hình tượng Trung sĩ Nhất John Macejunas, Trung sĩ Nhất Norm Hooten và Trung sĩ Nhất Matthew Rierson                                                    |
| William Fichtner      | Trung sĩ Nhất Jeff Sanderson     | Dựa trên hình tượng Trung sĩ Nhất Paul R. Howe |
| Kim Coates            | Thượng sĩ Chris Wex              | Dựa trên hình tượng Thượng sĩ Tim “Griz” Martin |
| Steven Ford           | Trung tá Joe Cribbs              | Dựa trên hình tượng Trung tá Lee Van Arsdale, chỉ huy đoàn xe giải cứu các lực lượng bị mắc kẹt tại Mogadishu                                                   |
| Željko Ivanek         | Trung tá Gary L. Harrell         | Chỉ huy Đại đội C, Lực lượng Hoạt động Đặc Biệt số 1-Delta |
| Johnny Strong         | Trung sĩ Nhất Randy Shughart     | Một trong ba xạ thủ bắn tỉa Delta làm nhiệm vụ trên chiếc Black Hawk Super 6-2, tử trận khi đang bảo vệ Super 6-4                                               |
| Nikolaj Coster-Waldau | Thượng sĩ Gary Gordon            | Một trong ba xạ thủ bắn tỉa Delta làm nhiệm vụ trên chiếc Black Hawk Super 6-2, tử trận khi đang bảo vệ Super 6-4                                               |
| Richard Tyson         | Trung sĩ Daniel Busch            | Một trong hai xạ thủ bắn tỉa Delta trên chiếc Black Hawk Super 6-1, bị thương nặng khi đang bảo vệ xác máy bay và tử thương tại một bệnh viện dã chiến của Đức. |

### Trung đoàn Không vận Đặc nhiệm 160 (Night Stalkers)
| Diễn viên         | Vai                      | Chú thích                                                                                         |
| ----------------- | ------------------------ | ------------------------------------------------------------------------------------------------- |
| Ron Eldard        | Chuẩn úy Michael Durant  | Phi công chính của Super 6-4                                                                      |
| Glenn Morshower   | Đại tá Thomas Matthews   | Chỉ huy trưởng Tiểu đoàn 1, Trung đoàn Không vận Đặc nhiệm 160                                    |
| Jeremy Piven      | Chuẩn úy Clifton Wolcott | Phi công chính của Super 6-1                                                                      |
| Boyd Kestner      | Chuẩn úy Mike Goffena    | Phi công chính của Super 6-2                                                                      |
| Pavel Vokoun      | Chuẩn úy Bull Briley     | Phi công phụ của Super 6-1                                                                        |
| Keith Jones       | Tự thủ vai chính mình    | Phi công chính của Star 4-1, người đã dìu Dan Busch khỏi xác chiếc Super 6-1 trong trận đánh thực |
| Jason Hildebrandt | Chuẩn úy Dan Jollota     | Phi công chính của Super 6-8                                                                      |

### Nhân vật khác
| Diễn viên      | Vai                                    | Chú thích |
| -------------- | -------------------------------------- | --- |
| George Harris  | Osman Atto                             | Doanh nhân người Somalia, người ủng hộ và tài trợ vũ khí cho phe USC/SNA của Mohamed Farrah Aidid |
| Razaaq Adoti   | Yousuf Dahir Mo'alim                   | Thủ lĩnh một nhóm dân quân của Aidid, một trong những người đã cứu mạng Michael Durant. Theo diễn biến phim, Mo'alim tử trận trong trận đánh vào đêm ngày 3 tháng 10, nhưng thực tế, anh sống sót qua trận đánh và hiện là một nhân viên y tế tại Somali |
| Treva Etienne  | Firimbi                                | Bộ trưởng Bộ Tuyên truyền của Mohamed Farrah Aidid, người chăm sóc trực tiếp cho Michael Durant |
| Ty Burrell     | Trung sĩ Kỹ thuật Timothy A. Wilkinson | Đặc nhiệm Cứu hộ Không quân, tham gia cứu chữa cho các thành viên của Super 6-1 |
| Dan Woods      | Thượng sĩ Scott C. Fales               | Đặc nhiệm Cứu hộ Không quân, tham gia cứu chữa cho các thành viên của Super 6-1 |
| Giannina Facio | Stephanie Shughart                     | Vợ của Trung sĩ Nhất Randy Shughart |

## Sản xuất
Chuyển thể cuốn sách Black Hawk Down: a Story of Modern War của Mark Bowden sang phim là ý tưởng của đạo diễn Simon West, người sau đó đã gợi ý với Jerry Bruckheimer rằng ông nên mua bản quyền phim và để West đạo diễn. Nhưng sau khi Bruckheimer mua được bản quyền sản xuất phim, West đã chuyển sang đạo diễn bộ phim Lara Croft: Tomb Raider.
Ken Nolan được ghi nhận là nhà viết kịch bản chính, và những đóng góp của người khác không được ghi nhận. Cụ thể, Mark Bowden đã viết một bản chuyển thể từ cuốn sách của chính mình, Stephen Gaghan sau đó đã rà soát và viết lại kịch bản, Steven Zaillian và Ezna Sands đã sửa lại phần lớn nội dung của Gaghan và Nolan, nam diễn viên Sam Shepard (trong vai Thiếu tướng Garrison) đã viết lại một số đoạn hội thoại của chính ông, và Eric Roth đã viết cuộc nói chuyện giữa hai nhân vật được thủ vai bởi Josh Hartnett và Eric Bana ở cuối phim. Ken Nolan đã ở trên phim trường bốn tháng để viết lại kịch bản của mình và sửa lại nội dung trước đó của Gaghan, Zaillian và Bowden.
Cuốn sách được viết dựa trên lời kể của những thành viên tham gia chiến dịch đột kích, và là cơ sở chính cho việc xây dựng bộ phim. Hạ sĩ John Stebbins, một lính Biệt Kích được trao thưởng Huân chương Sao Bạc vì sự dũng cảm trong trận Mogadishu, phải được đổi tên thành "John Grimes" do Stebbins đã bị tòa tuyên án 30 năm tù vì tội hiếp dâm và cưỡng bức đứa con gái sáu tuổi của mình vào năm 1999. Mark Bowden cho biết Lầu Năm Góc khá nhạy cảm và cẩn trọng trong việc xây dựng hình ảnh quân đội, nên họ đã yêu cầu ông thay đổi tên của Stebbins. Bowden đã viết các bản thảo kịch bản ban đầu, trước khi được Bruckheimer chuyển cho nhà biên kịch Nolan rà soát. Cuộc trò chuyện giữa viên phi công Mike Durant bị bắt làm tù binh và Firimbi được lấy từ một bản nháp kịch bản của Bowden.
Để giúp bộ phim có thời lượng xem hiệu quả, 100 nhân vật nổi bật trong cuốn sách đã được giới hạn xuống còn 39 người. Bộ phim cũng không có sự tham gia của bất kỳ diễn viên người Somalia nào. Ngoài ra, theo Bowden, không có một nhân chứng người Somalia tham gia chiến dịch được mời tham gia xây dựng bộ phim.
Về mặt quân sự, các diễn viên vào vai lính Biệt Kích đựoc tham gia một khóa học Biệt Kích kéo dài một tuần tại Fort Benning, và các diễn viên vào vai Đặc nhiệm Delta sẽ tham gia một khóa học Đặc nhiệm hai tuần tại Fort Bragg, và Ron Eldard cùng các diễn viên đóng vai phi công và thành viên của Trung đoàn Không vận Đặc nhiệm 160 sẽ được trực tiếp giảng dạy bởi cựu phi công Michael Durant tại Fort Campbell. Quân đội Hoa Kỳ sẽ cung cấp vật tư và trực thăng của Trung đoàn Không vận Đặc nhiệm 160.
Bộ phim bắt đầu được ghi hình vào tháng 3 năm 2001 tại Salé, Morocco, và kết thúc vào cuối tháng 6.
Mặc dù các nhà làm phim đã cân nhắc quay phim ở Jordan, nhưng họ nhận thấy rằng thành phố Amman ở Jordan không có khung cảnh phù hợp và không có biển. Scott và nhà thiết kế sản xuất Arthur Max sau đó đã chuyển sang Morocco, nơi từng được họ sử dụng để quay bộ phim Gladiator. Scott thích bối cảnh ở đó vì nó hợp với khung cảnh đô thị trong chiến dịch thực. Phần lớn các phân cảnh trong phim được quay ở thành phố Rabat và Salé; các phân cảnh căn cứ của Lực lượng Đặc nhiệm Ranger được quay tại Kénitra và Mehdya.

### Nhạc phim
Phần nhạc cho Black Hawk Down được sáng tác bởi Hans Zimmer, người trước đây đã hợp tác với đạo diễn Scott trong một số bộ phim như Thelma & Louise (1991) và Gladiator (2000). Zimmer đã xây dựng bản nhạc thông qua sự hợp tác với nhiều nhạc sĩ để pha trộn "nhịp điệu và âm thanh của Đông Phi với phong cách synthesizer." Khi làm như vậy, Zimmer đã tránh bố cục truyền thống để chuyển sang cách tiếp cận phù hợp hơn với giai điệu của bộ phim. Zimmer nói: “Tôi muốn làm nó thể hiện được bản chất của bộ phim. "Vì vậy, tôi đã gọi ban nhạc vào phòng thu của tôi [...] và chúng tôi sẽ thả hồn trước bức ảnh, ý tôi là, bạn biết đấy với nguồn năng lượng tuyệt vời." Album nhạc phim được phát hành vào ngày 15 tháng 1 năm 2002, bởi Decca Records.

## Đón nhận

### Doanh thu phòng vé
Black Hawk Down ban đầu chỉ được phát hành giới hạn ở bốn rạp phim vào ngày 28 tháng 12 năm 2001, để đạt đủ điều kiện cho giải Oscar 2001. Bộ phim thu được 179.823 USD trong tuần đầu tiên công chiếu, trung bình 44.956 USD mỗi rạp. Vào ngày 11 tháng 1 năm 2002, bộ phim được mở rộng ra 16 rạp và tiếp tục đạt được thành công với tổng doanh thu hàng tuần là 1.118.003 USD và tổng doanh thu trung bình hàng ngày trên mỗi rạp là 9.982 USD. Vào ngày 18 tháng 1 năm 2002, bộ phim được công chiếu rộng rãi tại 3.101 rạp và thu về 28.611.736 USD trong tuần công chiếu rộng rãi đầu tiên. Trong kỳ nghỉ lễ Martin Luther King, bộ phim đã thu về 5.014.475 USD vào ngày thứ Hai, ngày 21 tháng 1 năm 2002, với tổng số tiền 4 ngày cuối tuần là $ 33.628.211. Chỉ có bộ phim Titanic trước đó đã đạt được doanh thu cao hơn trong kỳ nghỉ lễ Martin Luther King vào cuối tuần. Black Hawk Down đứng đầu tại phòng vé trong ba tuần đầu tiên công chiếu rộng rãi. Khi bộ phim được rút khỏi rạp vào ngày 14 tháng 4 năm 2002, sau tuần thứ 15, nó đã thu về 108.638.746 USD trong nước và 64.350.906 USD ở nước ngoài, nâng tổng doanh thu lên 172.989.651 USD trên toàn thế giới.

### Đánh giá chuyên môn
Trên hệ thống tổng hợp kết quả đánh giá Rotten Tomatoes, bộ phim nhận được 76% lượng đồng thuận dựa trên 173 lượt đánh giá và đạt mức điểm trung bình là 7.00/10. Các chuyên gia của web cho rằng: "Dù bộ phim chưa đặt nặng việc phát triển nhân vật và sự đồng cảm văn hóa, Black Hawk Down là một bức tranh ấn tượng đầy sức sống về cuộc chiến tranh, được nâng lên tầm cao mới bởi kỹ năng tuyệt vời của Ridley Scott." Tại trang Metacitic, bộ phim có điểm trung bình là 74 trên 100 dựa trên 33 lượt nhận xét, nhìn chung là "những đánh giá mang tính tích cực". Lượt bình chọn của khán giả trên trang thống kê CinemaScore cho phần phim điểm "A-" trên thang từ A+ đến F.
Roger Ebert của báo Chicago Sun-Times đã cho bộ phim 4 sao trên tổng số 4 sao, nói rằng những bộ phim như thế này "sẽ giúp khán giả hiểu và thông cảm với trải nghiệm thực tế của quân đội, thay vì tầm thường hóa chúng thành trò giải trí." Tạp chí Empire cho rằng Black Hawk Down là một bộ phim "đầy tham vọng, điên cuồng và xa hoa, Black Hawk Down dù sao vẫn là một bộ phim chiến tranh hiếm hoi có thể làm thay đổi quy ước của thể loại này". Mike Clark của USA Today nhận xét bộ phim "cho thấy sự tinh nhuệ của Lực lượng Đặc nhiệm Delta - ngay cả trong các thảm họa không lường trước được là trận Mogadishu năm 1993," và ca ngợi hướng đi của Scott: "liên quan đến cuộc xung đột có 18 lính Mỹ đã chết và hơn 70 người bị thương, yếu tố khiến đặc điểm tiếp cận tiêu chuẩn của phim chiến tranh bị hạ thấp. Mặc dù một số người có thể coi đây là một thiếu sót, nhưng trên thực tế, đó là một ưu điểm."
Bộ phim đã tạo được một trào lưu văn hóa nhỏ, đã được các nhà phân tích truyền thông nghiên cứu về mặt học thuật khi phản ánh nhận thức của người Mỹ về chiến tranh. Evan Thomas của Tạp chí Newsweek coi bộ phim là một trong những bộ phim có ý nghĩa văn hóa nhất trong nhiệm kỳ tổng thống George W. Bush. Ông cho rằng mặc dù bộ phim mang tính chất phản chiến, nhưng cốt lõi của nó là ủng hộ chiến tranh. Ông viết thêm rằng "mặc dù nó mô tả lại một thất bại đáng xấu hổ, nhưng bộ phim vẫn cho ta thấy rằng những người lính đều là những anh hùng, sẵn sàng hi sinh vì người đồng đội trong vòng tay của họ ... Bộ phim cho thấy những cảnh giết người tàn bạo, nhưng cũng có lòng dũng cảm, chủ nghĩa khắc kỷ và danh dự ... Hiệu ứng tổng thể đã gây xôn xao, hơi mang tính khêu gợi, và nó dường như nâng cao mong muốn của người Mỹ về một cuộc chiến để trả thù cho sự kiện 11 tháng 9."

### Phần thưởng và đề cử
Black Hawk Down nhận bốn đề cử Giải Oscar cho Đạo diễn xuất sắc nhất (thua A Beautiful Mind) và Quay phim xuất sắc nhất (thua Chúa tể những chiếc nhẫn: The Fellowship of the Ring) và giành hai giải Oscar cho Dựng phim xuất sắc nhất và Hòa âm xuất sắc nhất. Nó đã nhận được ba đề cử Giải BAFTA cho Quay phim xuất sắc nhất, Hòa âm xuất sắc nhất và Biên tập xuất sắc nhất.
| Giải thưởng                                     | Hạng mục                                                              | Đối tượng đề cử | Kết quả   | Chú thích |
| ----------------------------------------------- | --------------------------------------------------------------------- | --- | --------- | --------- |
| Giải thưởng Viện Hàn lâm                        | Đạo diễn xuất sắc nhất                                                | Ridley Scott | Đề cử     | [ 31 ]    |
| Giải thưởng Viện Hàn lâm                        | Quay phim xuất sắc nhất                                               | Slawomir Idziak | Đề cử     | [ 31 ]    |
| Giải thưởng Viện Hàn lâm                        | Dựng phim xuất sắc nhất                                               | Pietro Scalia | Đoạt giải | [ 31 ]    |
| Giải thưởng Viện Hàn lâm                        | Hòa âm xuất sắc nhất                                                  | Michael Minkler, Myron Nettinga, Chris Munro | Đoạt giải | [ 31 ]    |
| Giải BAFTA                                      | Quay phim xuất sắc nhất                                               | Slawomir Idziak | Đề cử     | [ 32 ]    |
| Giải BAFTA                                      | Biên tập xuất sắc nhất                                                | Pietro Scalia | Đề cử     | [ 32 ]    |
| Giải BAFTA                                      | Hòa âm xuất sắc nhất                                                  | Chris Munro, Per Hallberg, Michael Minkler, Myron Nettinga, Karen Baker Landers | Đề cử     | [ 32 ]    |
| Giải thưởng AFI                                 | Nhà quay phim của năm                                                 | Slawomir Idziak | Đề cử     | [ 33 ]    |
| Giải thưởng AFI                                 | Đạo diễn của năm                                                      | Ridley Scott | Đề cử     | [ 33 ]    |
| Giải thưởng AFI                                 | Nhà dựng phim của năm                                                 | Pietro Scalia | Đề cử     | [ 33 ]    |
| Giải thưởng AFI                                 | Nhà sản xuất phim của năm                                             | Jerry Bruckheimer, Ridley Scott | Đề cử     | [ 33 ]    |
| Giải thưởng AFI                                 | Nhà Thiết kế Sản xuất của năm                                         | Arthur Max | Đề cử     | [ 33 ]    |
| Giải thưởng NBR                                 | Top 10 Bộ phim                                                        | Black Hawk Down | Đoạt giải | [ 34 ]    |
| Giải thưởng Saturn                              | Phim hành động/mạo hiểm/giật gân hay nhất                             | Black Hawk Down | Đề cử     | [ 35 ]    |
| Giải thưởng Saturn                              | Phát hành DVD phim Phiên bản đặc biệt hay nhất                        | Black Hawk Down | Đề cử     | [ 36 ]    |
| Giải thưởng Eddie                               | Nhà dựng phim Xuất sắc Nhất – Phim chính kịch                         | Pietro Scalia | Đoạt giải | [ 37 ]    |
| Giải thưởng ADG Excellence in Production Design | Phim Đương đại                                                        | Keith Pain, Marco Trentini, Gianni Giovagnoni, Cliff Robinson, Pier Luigi Basile, Ivo Husnjak, Arthur Max | Đề cử     | [ 38 ]    |
| Harry Award                                     |                                                                       | Black Hawk Down | Đoạt giải | [ 39 ]    |
| Giải thưởng Golden Reel                         | Biên tập âm thanh hay nhất - Đối thoại và ADR trong phim truyện       | Per Hallberg, Karen Baker Landers, Chris Jargo, Mark L. Mangino, Chris Hogan | Đoạt giải | [ 40 ]    |
| Giải thưởng Golden Reel                         | Biên tập âm thanh hay nhất - Hiệu ứng & Foley, Phim truyện trong nước | Per Hallberg, Karen Baker Landers, Craig S. Jaeger, Jon Title, Christopher Assells, Dino Dimuro, Dan Hegeman, Michael A. Reagan, Gregory Hainer, Perry Robertson, Peter Staubli, Bruce Tanis, Michael Hertlein, Solange S. Schwalbe | Đoạt giải | [ 40 ]    |
| Plus Camerimage                                 | Golden Frog                                                           | Slawomir Idziak | Đề cử     | [ 41 ]    |
| Giải thưởng Golden Trailer                      | Phim Chính kịch hay nhất                                              | Trailer Park, Inc. | Đề cử     | [ 42 ]    |
| Giải thưởng Điện ảnh MTV                        | Phim Hay nhất                                                         | Black Hawk Down | Đề cử     | [ 43 ]    |
| Giải thưởng Điện ảnh MTV                        | Phân cảnh Hành động Hay nhất                                          | Cảnh Super 6-1 bị bắn hạ | Đề cử     | [ 43 ]    |
| Giải thưởng của Hội phê bình phim Phoenix       | Diễn xuất Xuất sắc nhất                                               | Eric Bana, Ewen Bremner, William Fichtner, Josh Hartnett, Jason Isaacs, Ewan McGregor, Sam Shepard, Tom Sizemore | Đề cử     | [ 44 ]    |
| Giải thưởng của Hội phê bình phim Phoenix       | Quay phim Xuất sắc nhất                                               | Slawomir Idziak | Đề cử     | [ 44 ]    |
| Giải thưởng của Hội phê bình phim Phoenix       | Dựng phim Xuất sắc nhất                                               | Pietro Scalia | Đề cử     | [ 44 ]    |
| Teen Choice Award                               | Nam diễn viên điện ảnh được lựa chọn: Hành động / Chính kịch          | Josh Hartnett | Đề cử     | [ 45 ]    |
| Teen Choice Award                               | Phim lựa chọn: Hành động / Chính kịch                                 | Black Hawk Down | Đề cử     | [ 45 ]    |
| Giải thưởng Nhạc phim Thế giới                  | Nhạc phim gốc Hay nhất của năm                                        | Hans Zimmer | Đề cử     | [ 46 ]    |
| Giải thưởng Nhạc phim Thế giới                  | Nhà soạn nhạc phim của năm                                            | Hans Zimmer | Đề cử     | [ 46 ]    |

## Tranh cãi
Ngay sau khi Black Hawk Down được phát hành, Trung tâm Vận động Công lý Somalia (SJAC) ở California đã tố cáo những gì họ cảm thấy là mô tả tàn bạo và mất nhân tính về người Somalia và kêu gọi tẩy chay nó. Trung tâm SJAC ở Minnesota đã kêu gọi tẩy chay bộ phim "vì miêu tả người Somalia như' 'những con thú man rợ thích bắn nhau.'"
Trong một cuộc phỏng vấn trên đài phát thanh, Brendan Sexton, diễn viên thủ vai Binh nhì Richard "Alphabet" Kowalewski, cho biết phiên bản của bộ phim được đưa lên rạp chiếu có nhiều khác biệt đáng kể so với phiên bản được viết trong kịch bản gốc. Theo anh, nhiều phân cảnh đặt ra các câu hỏi hóc búa của Mỹ liên quan đến hiện thực bạo lực của chiến tranh và mục đích thực sự của sứ mệnh của họ ở Somalia đã bị cắt đi.
Trong một bài đánh giá đăng trên The New York Times, nhà phê bình phim Elvis Mitchell bày tỏ sự không hài lòng với bộ phim "thiếu đặc trưng" và cho rằng bộ phim "ám chỉ sự phân biệt chủng tộc được dàn dựng một cách vụng về". Owen Gleiberman và Sean Burns, các nhà phê bình phim của tạp chí Entertainment Weekly và Philadelphia Weekly, cho rằng bộ phim có thiên hướng phân biệt chủng tộc.
Nhà phê bình phim người Mỹ Wheeler Winston Dixon cũng nhận thấy bộ phim "không có động cơ và tính cách" đáng lo ngại, và viết rằng trong khi khán giả Mỹ có thể thấy bộ phim là "lời ca tụng cho lòng yêu nước", thì những khán giả khác có thể thấy nó là một "tác phẩm có chủ ý thù địch ". Jerry Bruckheimer, nhà sản xuất của bộ phim, đã bác bỏ những tuyên bố như vậy trên The O'Reilly Factor, cho rằng bộ phim có mức độ đúng đắn về mặt chính trị một phần do khuynh hướng tự do của Hollywood.
Công dân Somali cho rằng các diễn viên châu Phi được chọn đóng vai người Somalia trong phim không mang những nét văn hóa độc đáo của vùng Sừng châu Phi, cũng như ngôn ngữ giao tiếp trong phim không giống như tiếng hệ Phi-Á mà người Somalia sử dụng. Họ cũng cho rằng bộ phim không nắm bắt được giọng điệu, cách cư xử và tinh thần của cuộc sống thực tế ở Somalia.
 

Trong một cuộc phỏng vấn với BBC, Osman Ali Atto nói rằng nhiều khía cạnh của bộ phim thực tế không chính xác. Ngoại trừ cách miêu tả quá phô trương về nhân vật của mình, Ali Atto tuyên bố ông có ngoại hình không giống như diễn viên đã đóng vai ông, và ông không hút xì gà hay đeo hoa tai. Những chi tiết này sau đó đã được xác nhận bởi cựu Đặc nhiệm Hải quân SEAL Howard E. Wasdin, một thành viên tham gia nhiệm vụ bắt cóc Atto vào ngày 21 tháng 9 năm 1993, trong cuốn hồi ký năm 2012 của anh. Wasdin cũng chỉ ra rằng, trong khi nhân vật trong phim có xu hướng khinh thường và chế nhạo những kẻ bắt giữ ông ta [Atto], trên thực tế, Atto có vẻ lo sợ rằng Wasdin và người của anh [lính SEAL] được gửi đến để giết hơn thay vì đến bắt ông ấy. Atto cũng nói thêm rằng ông đã không được hỏi ý kiến về bộ phim, cũng như không được nhận xin phép sử dụng hình ảnh của ông, và cảnh phim tái hiện lại vụ bắt giữ Atto có một số điểm không chính xác:
Đầu tiên là khi tôi bị bắt vào ngày 21 tháng 9, tôi đang đi trên một chiếc Fiat 124, không phải ba chiếc như bộ phim mô tả […] Và khi những chiếc trực thăng xuất hiện và tấn công, có người bị thương, có người bị giết [...] Chiếc xe mà chúng tôi sử dụng, (và) tôi có bằng chứng, đã bị trúng đạn ít nhất 50 lần. Người đồng nghiệp của tôi, Ahmed Ali, bị thương ở cả hai chân […] Tôi nghĩ điều đó không đúng, cách họ thể hiện về cả cá nhân và hành động. Nó không đúng.

Các quan chức quân đội Malaysia có đơn vị tham gia cuộc giao tranh cũng đã đưa ra lời phàn nàn về tính chính xác của bộ phim. Chuẩn tướng đã nghỉ hưu Abdul Latif Ahmad, cựu chỉ huy lực lượng Malaysia ở Mogadishu, nói với hãng tin AFP rằng khán giả Malaysia sẽ có ấn tượng sai lầm về trận chiến thực sự chỉ có người Mỹ chiến đấu, chiến công quân đội Malaysia đã bị hạ xuống để khiến những người lính Malaysia nhìn giống như "những tài xế xe buýt làm nhiệm vụ đưa họ [lính Mỹ] ra ngoài". Tướng Pervez Musharraf, sau này trở thành Tổng thống Pakistan sau một cuộc đảo chính, cũng cáo buộc các nhà làm phim không ghi nhận công lao của những người lính Pakistan. Trong cuốn tự truyện In the Line of Fire: A Memoir, Musharraf đã viết:
Thành tích xuất sắc của quân đội Pakistan trong các điều kiện bất lợi đã được các đơn vị Liên Hợp Quốc biết đến. Đáng tiếc, bộ phim Black Hawk Down lại bỏ qua vai trò của Malaysia và Pakistan ở Somalia. Khi quân đội Hoa Kỳ bị mắc kẹt trong khu vực Madina Bazaar đông dân cư ở Mogadishu, chính Trung đoàn Frontier Force số 7 của Quân đội Pakistan đã tiếp cận và giải thoát họ. Mặc dù vậy, cũng như sự dũng cảm của quân đội Hoa Kỳ, công trạng của chúng tôi nên xứng đáng được ghi nhận, nếu không muốn nói là hơn thế nữa; nhưng các nhà làm phim chỉ kể lại sự việc liên quan đến người Mỹ.

### Mogadishu Mile
Nhiều người thường tin rằng những người lính tham gia Mogadishu Mile phải chạy đến tận Sân vận động Mogadiscio, như trong phim. Tuy nhiên, trong cảnh đó, các nhà làm phim đã lấy giấy phép nghệ thuật và dàn dựng sự kiện khác với cuốn sách. Trong phim, Mogadishu Mile kết thúc với khoảng một chục binh lính tiến vào Sân vận động Mogadiscio sau khi chạy khắp thành phố. Trong cuốn sách, nó kết thúc với cảnh những người lính đến một điểm tập kết trên Đường National (theo hướng ngược lại với sân vận động):
"Khi đến gần giao lộ giữa Đường Hawlwadig và Đường National, cách khách sạn Olympic khoảng 5 dãy nhà về phía nam, anh ta nhìn thấy một chiếc xe tăng cùng hàng loạt xe APC và Humvee cùng nhiều người đàn ông trong trang phục chiến đấu màu sa mạc. Anh ấy chạy cho đến khi gục ngã trong niềm vui sướng"

Những người lính Biệt Kích và Delta không phải là thành viên duy nhất của Hoa Kỳ tham gia Mogadishu Mile; còn có những người lính thuộc Sư đoàn Sơn cước số 10 Hoa Kỳ:
"Chúng tôi không được chở ra khỏi chỗ xác máy bay. Chúng tôi đã không chạy. Chúng tôi đã đi bộ, theo một đội hình chiến thuật, qua một quãng đường dài khoảng một dặm để đến chỗ một đoàn xe đang chờ."

Phần lớn phân cảnh đoàn xe bỏ lại toán lính, khiến họ phải chạy qua các con phố một mình, đã không miêu tả lại chính xác những gì đã xảy ra:
"Không ai phải chạy ra khỏi thành phố. Mogadishu Mile là một điểm tập kết, nơi xe tăng Pakistan và các phương tiện từ Sư đoàn Sơn cước số 10 đang chờ để đưa những lính của TFR về sân vận động của Pakistan."

"Những chiếc APC này đã di chuyển một đoạn 800 mét đến một cứ điểm, nơi tập hợp các đơn vị dự bị và xe tăng. Theo kế hoạch, những người bị thương sẽ được các phương tiện chở đi và những người khỏe mạnh sẽ tự đi bộ về cứ điểm đó. Đấy là những gì đã xảy ra. Và nó được gọi là 'Mogadishu Miles'"..."

### Danh ngôn "Only the dead have seen the end of war"
Bộ phim bắt đầu với câu danh ngôn "Only the dead have seen the end of war" (tiếng Việt: Chỉ người chết mới thấy được cái kết của chiến tranh), thường được cho là của Plato, nhà triết học người Athen trong thời kỳ Cổ điển ở Hy Lạp cổ đại. Các nghiên cứu gần đây cho rằng câu nói này là của George Santayana.